# Himatangi Beach
Le village d' Himatangi Beach  est une petite localité costale, située dans la région de Manawatu-Wanganui dans le sud de l'Île du Nord de la Nouvelle-Zélande. 

## Situation
Elle est localisée à 32 kilomètres à l’ouest de la ville de Palmerston North, dans le centre de la plus grande zone de dunes de sable de la Nouvelle-Zélande.

## Démographie
La communauté a une population d’environ 600 habitants, augmentant à plusieurs milliers en été.